# Agathon Meurman
Agathon Meurman, född 9 oktober 1826 i Kangasala i Birkaland, död 18 januari 1909 i Helsingfors, var en finländsk skriftställare och politiker.

## Biografi
Meurman blev student 1844, genomgick Mustiala lantbruksinstitut och övertog 1849 fädernegården Liuksiala i Kangasala, Karin Månsdotters forna änkesäte. Han började tidigt verka som publicist och skriftställare. Hans broschyr Om folkskolans organisation (prisbelönt av Finska hushållningssällskapet, tryckt 1857) väckte stor uppmärksamhet. Från 1863 var han trägen medarbetare i den finskspråkiga tidningspressen, först i Yrjö Sakari Yrjö-Koskinens "Helsingin Uutiset", senare i tidskriften "Kirjallinen Kuukauslehti" och i fennomanins huvudorgan "Uusi Suometar". 
Meurman var en trogen anhängare av Johan Vilhelm Snellmans politiska idéer och fick stort inflytande inom det fennomanska partiet, till vars ledare han snart räknades. Särskilt väl förstod han den finske bondens tankegång; om detta vittnar i sin mån hans epitet "Kangasala oraklet". Han väckte nationalkänslan och angrep "svenskhetens dumheter och barnsligheter". "A.M." blev en ofta sedd signatur i det svenskspråkiga "Morgonbladet", vars strävan gick ut på att för fennomanin vinna den svenskspråkiga bildade klassen, men upphörde 1884. 
Det efterträddes 1885 av tidningen "Finland", för vilke han var huvudredaktör 1886–88. Bladet hade sin främsta läsekrets bland det äldre prästerskapet och upphörde 1892. I religiösa, kulturella och sociala frågor hade Meurman en tydligt konservativ åskådning, som inte fick stöd från svenskt håll, i synnerhet på grund av att förenades med en aggressiv fennomani. 
Till Meurmans publicistiska verksamhet anslöt sig en rad populära avhandlingar på det ekonomiska området, publicerade i Folkupplysningssällskapets skrifter (han var sällskapets ordförande 1884–1905). Hans språkkunskap – han hade gått i skola i Sankt Petersburg – föranledde honom att utge en fransk-finsk (1877) och en rysk-finsk (1895) ordbok. Åren 1883–90 utgav han ett litet konversationslexikon på finska. 
Redan tidigt användes Meurman av regeringen i viktiga kommittéuppdrag, och han erhöll 1861 titel av kommunalråd. Han satt i kommittéerna för ny kommunalförordning för landet (1859), folkskoleväsendets organisation (1861), ny fattigvårdslagstiftning (1871), lantmäteriväsendets omorganisation (1884) och pantlånerörelsens ordnande (1892). Även som kommunalman var han verksam. 
I lantdagens bondestånd inträdde han 1872 och återvaldes vid alla lantdagar t.o.m. 1900. Inom bondeståndet vann han genast stort anseende och intog snart främsta platsen bland ståndets finskspråkiga flertal. Trots att en liberal finsk opposition inom ståndet börjat visa sig redan 1885, dröjde det till ofärdsåren, då han, i likhet med vapenbrodern Yrjö Sakari Yrjö-Koskinen, omfattade undfallenhetspolitiken, innan hans inflytande bland bönderna bröts. 
Meurman, som redan 1863 utsågs till bankfullmäktigsuppleant, var ordinarie fullmäktig 1882–1905; ståndets vicetalman var han 1897 och 1899. I broschyren Om våra partiförhållanden (1882) pläderade han för större försonlighet i språkstriden, en vädjan som både hos motståndare och meningsfränder klingade förgäves och knappast hos författaren själv gjorde tillbörlig verkan. År 1893 utkom broschyrerna Hur finska språket blef officiellt samt Ehtoollispakko ja eriuskolaislaki (Nattvardstvånget och dissenterlagen). Hans Muistelmia (Memoarer; del I, 1909), som sträcker sig till början av 1890-talet, utgavs postumt.